# سیستم ترونکو
سیستم ترونکو (به اسپانیایی: TRONCO) از جهات زیادی مانند قاب فلزی سبک (LSF) است ولی در ساخت با یکدیگر تفاوت دارند چراکه در این سیستمSTUD (عناصر عمودی در سیستم LSF) وجود ندارد و لوله‌های گالوانیزه با زاویه ۹۰ درجه توسط اتصالات معمولی یا اتصالات دوتایی به یکدیگر و در گوشه‌ها متصل می‌شوند و در وسط روی یکدیگر قرار می‌گیرند. اتصال این سازه به شالوده توسط جوش صورت می‌پذیرد، برای این منظور قبلاً صفحه‌هایی را بر روی پی در نظر گرفته که سازه به آن جوش شود. لوله‌ها توسط اتصالات تسمه‌ای گالوانیزه و پیچ و مهره به یکدیگر متصل می‌شوند که قابلیت تحمل نیروهای جانبی را خواهند داشت، همچنین در این سیستم تیر و ستونی وجود ندارد و دیوارهای ساختمان نقش نگهدارنده را ایفا می‌کنند. سقف و دیوار به صورت یکپارچه عمل می‌کنند که این ویژگی بر خلاف سازه‌های رایج مشکلی در اتصالات مابین تیر و ستون به وجود نمی‌آورد، بنابراین در برابر نیروهایی مانند زلزله بسیار مناسب می‌باشد.

## وجه تسمیه
زبان اسپانیایی به معنای الوار می‌باشد، عملکرد این روش به سیستم ساخت و ساز سنتی خانه‌های چوبی با مقطع گرد که در امریکا و کانادا متداول است، شباهت دارد. تفاوت این روش با روش سنتی، مصالح جدید آن است که به جای الوارهای چوبی از لوله-های گالوانیزه استفاده می‌کند که از لحاظ ظاهری به الوارها  بسیار شبیه می‌باشند اما کلفتی کمتری نسبت به آنها دارد. در این سیستم به علت فضای خالی میان لوله‌ها شرایط مناسبی جهت عایق نمودن ساختمان فراهم می‌شود و مناسب جهت ساختمان-های مسکونی، مدارس، درمانگاه‌ها و ساختمان‌های اداری و تجاری با طبقات محدود می‌باشد.

## ویژگی‌های معماری
ویژگی‌های معماری این سیستم شباهت زیادی به ساختمان‌های چوبی دارد و قابلیت تطبیق آن با شرایط هر منطقه به طراحی معمار بستگی دارد. در طراحی‌ها زوایا عموماً به صورت ۹۰ درجه می‌باشد در صورتی که امکان وجود زوایایی دیگر در این روش نیز امکان‌پذیر است. در این طرح‌ها فاصله دهانه‌ها بدون ستون میانی می‌تواند تا ۴ متر باشد و در صورت وجود ستون میانی این دهانه-ها می‌تواند تا ۷ متر گسترش یابند. ارتفاع تمام شده سقف با احتساب سقف نیز ۴ متر است و قابلیت اجرا تا ۳ طبقه را دارد.

## محاسن ساخت و ساز به این روش
از محاسن این نظام ساختمانی می‌توان به سرعت بالای اجرا، حمل و نقل آسان و کم هزینه، سبکی لوله‌ها، عدم نیاز به استاد کاران ماهر و استفاده از افراد بومی، قابلیت تولید و اجرای همزمان در کارگاه اشاره کرد. مقاومت این نظام در برابر زلزله و باد بسیار بالاست این امر به دلیل وزن پایین سازه می‌باشد همچنین قابلیت اجرا در هر شرایط آب  و هوایی و مناطقی با خاک سست را مانند سیستم LSF دارد. یکی از ویژگی‌های مهم این سیستم قابلیت استفاده مجدد آن است، دور ریزی کم مصالح و طول عمر بالای سازه در حدود ۶۰ سال را  نیز می‌توان از دیگر محاسن این روش به حساب آورد.

## روش اجرا
ابتدا یک سکو یا پی که در آن صفحات انتظار را هم‌زمان با بتن ریزی کار گذاشته می‌شوند را احداث می‌کنیم که در مرحله بعد سازه به آن مهار می‌شود. اولین سری لوله‌ها به صفحات جوش داده می‌شوند و در تراز مناسب در دیوار پروفیل‌های درب و پنجره قرار می‌گیرند و در بالای دیوار نیز تیرهای اصلی و فرعی اجرا می‌شوند.

## پوشش نهایی
در این سیستم سازهای قابلیت اجرای کلیه پوشش‌ها اعم از داخلی و خارجی وجود دارد و به طور کلی در خارج ساختمان می‌توان پس از اجرای لوله‌ها، رابیتز یا یونولیت را اجرا کرد و سپس به روی آن می‌توان کلیه نماهای صنعتی و سنتی را به کارگرفت و در داخل بسته به نوع ساختمان می‌تواند پلی‌استایرن با نازک کاری رنگ، چوب، سیمان و غیره باشد.